# Шиели (Костанайская область)
Шиели (каз. Шиелі) — село в Мендыкаринском районе Костанайской области Казахстана. Входит в состав Ломоносовского сельского округа. Код КАТО — 395653600.

## Население
В 1999 году население села составляло 239 человек (120 мужчин и 119 женщин). По данным переписи 2009 года, в селе проживало 213 человек (109 мужчин и 104 женщины). По данным переписи 2021 года, в селе проживало 89 человек (46 мужчин и 43 женщины).